# Lista över Guineas premiärministrar
Detta är en lista över Guineas regeringschefer.
| Namn                    | Ämbetsperiod                        | Noter                |
| ----------------------- | ----------------------------------- | -------------------- |
| Ahmed Sékou Touré       | 14 maj 1957 – 2 oktober 1958        |                      |
| Louis Lansana Beavogui  | 26 april 1972 – 3 april 1984        | Avsatt i militärkupp |
| Diarra Traoré           | 5 april – 18 december 1984          |                      |
| Sidya Touré             | 9 juli 1996 – 8 mars 1999           |                      |
| Lamine Sidimé           | 8 mars 1999 – 23 februari 2004      |                      |
| François Lonseny Fall   | 23 februari – 30 april 2004         |                      |
| Cellou Dalein Diallo    | 9 december 2004 – 5 april 2006      |                      |
| Eugène Camara           | 9 februari 2007 – 1 mars 2007       |                      |
| Lansana Kouyaté         | 1 mars 2007 – 23 maj 2008           |                      |
| Ahmed Tidiane Souaré    | 23 maj 2008 – 24 december 2008      | Avsatt i militärkupp |
| Kabiné Komara           | 30 december 2008 – 21 januari 2010  |                      |
| Jean-Marie Doré         | 21 januari 2010 – 24 december 2010  |                      |
| Mohamed Said Fofana     | 24 december 2010 – 29 december 2015 |                      |
| Mamady Youla            | 29 december 2015 – 24 maj 2018      |                      |
| Ibrahima Kassory Fofana | 24 maj 2018 – 5 september 2021      | Avsatt i militärkupp |
| Mohamed Béavogui        | 6 oktober 2021 – 16 juli 2022       |                      |
| Bernard Goumou          | 16 juli 2022 – 19 februari 2024     |                      |
| Bah Oury                | 19 februari 2024 –                  |                      |